# Norra Stackalstjärnen
Norra Stackalstjärnen är en sjö i Sunne kommun i Värmland och ingår i Göta älvs huvudavrinningsområde. Sjön har en area på 0,154 kvadratkilometer och ligger 239,7 meter över havet.

## Delavrinningsområde
Norra Stackalstjärnen ingår i det delavrinningsområde (666139-135810) som SMHI kallar för Ovan Älgån. Medelhöjden är 236 meter över havet och ytan är 15,81 kvadratkilometer. Räknas de 4 avrinningsområdena uppströms in blir den ackumulerade arean 63,03 kvadratkilometer. Björka älv (Björknan) som avvattnar avrinningsområdet har biflödesordning 3, vilket innebär att vattnet flödar genom totalt 3 vattendrag innan det når havet efter 350 kilometer. Avrinningsområdet består mestadels av skog (92 procent). Avrinningsområdet har 0,2 kvadratkilometer vattenytor vilket ger det en sjöprocent på 1,2 procent.